# Conchyloctenia
Conchyloctenia es un género de escarabajos  de la familia Chrysomelidae. En 1902 Spaeth describió el género. Contiene las siguientes especies:
- Conchyloctenia aspidiformis Borowiec, 1994
- Conchyloctenia capensis Swietojanska & Borowiec, 2002
- Conchyloctenia hybrida (Boheman, 1854)